# عائلة باريت من شارع ويمبول (فلم)
عائلة باريت من شارع ويمبول  (بالإنجليزية: The Barretts of Wimpole Street) هو فيلم دراما تم إنتاجه في الولايات المتحدة وصدر في سنة 1934. الفيلم من كتابة رودلف بيزييه.

## بطولة
- نورما شيرر
- فريدريك مارج
- تشارلز لوتون

### ترشيحات وجوائز
| السنة | الحدث  | الفئة     | النتيجة |
| ----- | ------ | --------- | ------- |
| 1934  | أوسكار | أفضل فيلم | ترشـيـح |

## الميزانية والإيرادات
بلغت تكلفة إنتاج الفيلم حوالي 820,000 دولار بينما حقق أرباحا تقدر بـ 1,258,000 (Domestic earnings), 1,085,000 (Foreign earnings) دولار.

## وصلات خارجية
- عائلة باريت من شارع ويمبول على موقع IMDb (الإنجليزية)
- عائلة باريت من شارع ويمبول على موقع الموسوعة البريطانية (الإنجليزية)
- عائلة باريت من شارع ويمبول على موقع روتن توميتوز (الإنجليزية)
- عائلة باريت من شارع ويمبول على موقع ألو سيني (الفرنسية)
- عائلة باريت من شارع ويمبول على موقع Turner Classic Movies (الإنجليزية)
- عائلة باريت من شارع ويمبول على موقع أول موفي (الإنجليزية)
- عائلة باريت من شارع ويمبول على موقع فيلمافينيتي (الإسبانية)
- عائلة باريت من شارع ويمبول على موقع قاعدة بيانات الأفلام السويدية (السويدية)
- عائلة باريت من شارع ويمبول على موقع قاعدة بيانات الفيلم (الإنجليزية)
- عائلة باريت من شارع ويمبول على موقع ليتربوكسد (الإنجليزية)

1. ↑  وصلة مرجع: http://www.imdb.com/title/tt0024865/. الوصول: 11 يوليو 2016.
2. ↑  وصلة مرجع: http://www.filmaffinity.com/en/film155273.html. الوصول: 11 يوليو 2016.